# Tchórz czarnołapy
Tchórz czarnołapy, tchórz czarnonogi (Mustela nigripes) – gatunek drapieżnego ssaka z rodziny łasicowatych (Mustelidae).

## Zasięg występowania
Środkowa część Ameryki Północnej od południowej Kanady po północny Meksyk. Od 1965 uznawany za gatunek zagrożony wyginięciem, a od 1996 wymarły w stanie dzikim (m.in. wskutek odstrzału piesków preriowych, na które poluje). W Kanadzie gatunek wyginął już w 1937. Ostatnie dziko żyjące populacje obserwowano w latach 80. XX w. Populacja znaleziona w 1981 w Meeteetse została przetrzebiona chorobami. W 1987 doliczono się ostatnich 18 osobników trzymanych w niewoli w stanie Wyoming. Od tamtej pory podejmowane są działania zmierzające do reintrodukcji gatunku. Jedno z nich okazało się skuteczne – liczba żyjących na wolności osobników przekroczyła 223 w 2006 r. W 2013 r. było ich około 1200.

## Charakterystyka
Osiąga 45–60 cm długości wraz z ogonem oraz ok. 1 kg masy ciała. Samce są nieznacznie większe od samic. Tchórz czarnołapy poluje na pieski preriowe, które są podstawą jego diety. Zjada również myszy i inne gryzonie. Prowadzi nocny tryb życia. Samica w jednym miocie rodzi od 1 do 6 młodych. Poza okresem rozrodu żyją samotnie.
Tchórz czarnonogi jest objęty konwencją CITES.